# Konstantinos Amantos
Konstantinos Ioannou Amantos (Κωνσταντίνος Ιωάννου Άμαντος, * 2. August 1874 in Zyfias, Chios, Königreich Griechenland; † 23. Januar 1960 in Athen) war Professor für Byzantinische Geschichte an der Universität von Athen (1925–1939) und Mitglied der Akademie von Athen seit 1926. 1944 war er Präsident der Akademie.

## Herkunft, Ausbildung, Beruf
Amantos wurde in dem kleinen Dorf Zyfias (Ζυφιάς), wenige Kilometer südwestlich der Stadt Chios, am 2. August 1874 geboren und auf den Namen Konstantinos Ioannou getauft. Seine Eltern waren Bauern in dem Dorf Zyfias. Seine Jugendjahre waren schwer und vom vorzeitigen Tod seiner Mutter und dreier Brüder gekennzeichnet, weshalb er gezwungen war, während seiner Gymnasialzeit zu arbeiten.
Zwischen 1893 und 1897 unterrichtete er am Jungengymnasium von Chios. Er erhielt ein Stipendium und studierte 1898 für ein Jahr an der Philosophischen Fakultät der Universität von Athen. 1899 ging er nach Deutschland und setzte seine Studien an den Universitäten Berlin und München fort, wo er 1903 den philosophischen Doktorgrad mit der Note „magna cum laude“ erwarb. Seine Dissertation mit dem Titel „Die Suffixe der neugriechischen Ortsnamen“ wurde in München im selben Jahr gedruckt und eröffnete die wissenschaftliche Erforschung der griechischen Toponyme. Danach besuchte er für eine kurze Zeit Italien, um sein Studium zu vervollständigen.
Nach seiner Rückkehr nach Griechenland wurde er zum Professor am Jungengymnasium von Chios (1904) ernannt, wo er bis 1911 unterrichtete. In Anerkennung seiner Arbeit und seiner Fähigkeiten ernannte ihn die griechische Regierung 1911 zum Direktor zweier Gymnasien von Nikosia, Zypern, welche er zu einem Gymnasium, dem heutigen Pankyprion Gymnasion Nikosia zusammenschloss, nachdem er die Differenzen zwischen den beiden sich bekämpfenden politischen Parteien der griechischen Gemeinde ausgeglichen hatte. Im nächsten Jahr folgte er einer Einladung des Erzbischofs von Sinai Porphyrios II. Logothetos und der drei Ampet-Brüder nach Ägypten und war von 1912 bis 1914 Direktor der Ampeteios-Schule Kairo (Αμπέτειος Σχολή).
Zwischen 1914 und 1925, auf einen Vorschlag seines Lehrers Georgios N. Chatzidakis hin, arbeitete er zuerst als Forschungsassistent, später dann als Direktor des Forschungszentrums für griechische Sprache der Akademie von Athen. 1925 wurde er zum ordentlichen Professor für Byzantinische Geschichte an der Universität von Athen ernannt. 1933/1934 amtierte er als Dekan der Philosophischen Fakultät. Er blieb an der Universität bis 1939, als die Metaxas-Diktatur eine Altersgrenze einführte. Dennoch führte Amantos in den folgenden 21 Jahren seines Lebens seine Forschungen fort.
Nach der 1926 erfolgten Gründung der Akademie von Athen wurde er zu einem ihrer ersten Mitglieder gewählt. Als Präsident der Akademie schlug er 1944 die Gründung des Historischen Archivs für modernes Griechentum (IANE = Ιστορικό Αρχείο του Νεωτέρου Ελληνισμού) vor, dessen Aufgaben sein sollten: die Förderung der Erforschung der modernen griechischen Geschichte, der Beziehungen des modernen Hellenismus zu seinen Nachbarvölkern und des Einflusses der griechischen Kultur auf die Balkanvölker und die Araber. Das IANE wurde 1945 gegründet und nahm 1957 seine Arbeit auf. Heute trägt es den Namen Zentrum der Akademie von Athen für die Erforschung der Geschichte des modernen Griechentums (KEINE = Κέντρον Ερεύνης της Ιστορίας του Νεωτέρου Ελληνισμού της Ακαδημίας Αθηνών).
Als Bildungsminister der Regierung Nikolaos Plastiras führte Amantos 1945 ein Gesetz zur Gleichstellung der griechischen Volkssprache mit der puristischen Katharevousa ein. Er war Mitglied und Präsident vieler wissenschaftlicher Vereinigungen und Komitees. Die wichtigsten sind die Wissenschaftliche Gesellschaft (Επιστημονική Εταιρεία Αθηνών) (Präsident 1941–1948), die Linguistische Gesellschaft (Γλωσσική Εταιρεία), die Gesellschaft für die Verteilung von vorteilhaften Büchern (Σύλλογος προς διάδοσιν ωφελίμων βιβλίων) und das Komitee für die Änderung der Ortsnamen (Επιτροπή τοπωνυμιών). Bis zu seinem Tod war er Mitglied des Verwaltungsrats des Rizareion Idryma (Ριζάρειον Ίδρυμα).
Er gründete und leitete die Zeitschriften Χιακά Χρονικά (1911–1926) und Αιγαίον (1935–1936), welche sich beide der Geschichte der Insel Chios widmeten. 1928 gründete er in Zusammenarbeit mit dem Universitätsprofessor und Akademiemitglied Sokratis Kougeas die Zeitschrift Ελληνικά zur Förderung der Erforschung des mittelalterlichen und modernen griechischen Alltagslebens und leitete sie als Herausgeber. Bis 1940 erschienen elf Ausgaben. Der Beitrag dieser Zeitschrift zur Erforschung dieser Epochen und die strengen Qualitätskriterien erhöhten das Prestige der griechischen Forschung und zogen das Interesse der internationalen akademischen Gemeinschaft auf sich.

## Wissenschaftliches Werk
Das wissenschaftliche Œuvre von Konstantinos Amantos ist sowohl durch seinen Umfang als auch durch die Qualität der Forschungsergebnisse von Bedeutung. Außer seinen Hauptwerken, welche die byzantinische und nachbyzantinische Periode umfassen, schrieb er ausführlich über Themen, welche die folgenden Themenfelder abdecken:
- Linguistik und Toponomastik hinsichtlich Toponymen und deren Etymologie. Durch seine Arbeiten auf diesem Gebiet und den Gebrauch in der Alltags- oder Volkssprache und Nomenklatur erfährt die These von der Kontinuität des Hellenismus eine starke Unterstützung.
- Arbeiten zur Geschichte der osmanischen Herrschaft, zur Geschichte von Chios, zu Bildung und Wissenschaft, Kirchengeschichte und Literatur des griechischen Orients. Publikation bislang unveröffentlichter Dokumente unter anderem zu Rigas Velestinlis und Adamantios Korais.
- Ethnologie und Geschichte der Nachbarvölker der Griechen, der Slawen, Albaner und Türken, und die Beziehungen der Griechen zu ihnen.
- Artikel zu Chios betreffend Einwanderung, Bildung, sozialen Fragen, Landwirtschaft und Modernisierung des ländlichen Raums.

Die Bandbreite seiner Themen richtete sich nach den aktuellen politischen Streitfragen. Amantos war nicht nur um das Studium der Probleme der Vergangenheit besorgt, sondern wollte den „aktuellen nationalen Fragen mit einer wissenschaftlichen Methode“ dienen und ihre Lösung fördern. Aus methodologischer Sicht führte Amantos die epistemologische Praxis, die sein Lehrer Spyridon Lambros entwickelt hatte, weiter. Durch das systematische Studium der Quellen und die Publikation historischer, literarischer und linguistischer Studien, welche die Kontinuität der historischen Entwicklung des Hellenismus belegen, trug er zur Etablierung der griechischen nationalen Historiographie bei.

## Schriften (Auswahl)

### Schriftenverzeichnis
Für eine vollständige Liste seiner Schriften, welche sich auf hunderte von Titeln beläuft, siehe F. Bouboulidis (Φ. Μπουμπουλίδης): Αναγραφή δημοσιευμάτων Κωνσταντίνου Ι. Αμάντου. In: Νικολάος Β. Τωμαδάκης (Hrsg.), Εις μνήμην Κ. Αμάντου 1874–1960. Τυπ. Μήνα Μυρτίδη, Athen 1960, S. xvii–xl. Während seiner Zeit an der Universität veröffentlichte er 312 Studien und weitere 123 nach seiner Pensionierung. Die letzte Periode seiner schriftstellerischen Karriere wird als seine produktivste betrachtet.

### Bücher
- Die Suffixe der neugriechischen Ortsnamen: Beitrag zur neugriechischen Ortsnamenforschung. Diss. Universität München; Finsterlin, München 1903.
- Ο Ελληνισμός της Μικράς Ασίας κατά τον μεσαίωνα (Der Hellenismus in Kleinasien im Mittelalter). Athen 1919. (Nachdruck: Syllogos pros Diadosin Ōphelimōn Bibliōn, Athen 2005).
- Οι βόρειοι γείτονες της Ελλάδος: Βουλγαροί, Αλβανοί, Νοτιοσλαβοί (Die nördlichen Nachbarn Griechenlands: Bulgaren, Albaner, Südslawen). Eleutherudakēs, Athen 1923.
- Σλάβοι και σλαβόφωνοι εις τας Ελληνικάς χώρας (Slawen und Sprecher slawischer Sprachen in den griechischen Territorien). 1926.
- mit Dēmētrios Ap. Karamperopulos: Ανέκδοτα έγγραφα περί Ρήγα Βελεστινλή (Anekdotische Schriftstücke über Rigas Velestinlis). Athen 1930. (Nachdruck in der Reihe Historikē kai laographikē bibliothēkē, Band 7. Ekd. Epistēmonikēs Hetaireias Meletēs „Pherōn, Belestinu, Rēga“, Athen 1997).
- Η εισαγωγή εις την βυζαντινή ιστορία: το τέλος του αρχαίου κόσμου και η αρχή του Μεσαίωνος (Einführung in die Byzantinische Geschichte: Vom Ende der Antike bis zum Beginn des Mittelalters). Leōnēs, Athen 1933 (2. Auflage, Ekd. Ikaros, Athen 1950).
- Η έκατονταετηρις του Αδαμάντιος Κοραή: λόγοι εκφωνηθέντες και πεπραγμένα της επιτροπής του εορτασμόυ (Die Hundertjahrfeier von Adamantios Korais: gehaltene Reden und Verhandlungen des Ausschusses der Feierlichkeiten). Hestia, Athen 1935.
- Ιστορία του Βυζαντινού Κράτους (Geschichte des Byzantinischen Staates). Band I: 395–867 A.D. 1939 (2. Auflage, Organismos Ekdoseōs Scholikōn Bibliōn, Athen 1953).
- Μικρά μελετήματα: άρθρα και λόγοι (Kleine Studien: Artikel und Reden). Rodakēs, Athen 1940.
- Ιστορία του Βυζαντινού Κράτους (Geschichte des Byzantinischen Staates). Band II: 867–1204 A.D. Athen 1947 (2. Auflage, Organismos Ekdoseōs Scholikōn Bibliōn, Athen 1957).
- Ιστορικαί σχέσεις Ελλήνων, Σέρβων και Βουλγάρων (Historische Beziehungen zwischen Griechen, Serben und Bulgaren). 1949.
- Ο μακεδονικός ελληνισμός κατά το τέλος του μεσαίωνος και την παλαιοτέραν τουρκοκρατίαν μέχρι του 18ου αιώνος (Der makedonische Hellenismus im Spätmittelalter und der frühen Türkenherrschaft bis zum 18. Jahrhundert). Thessaloniki 1952.
- Σύντομος ιστορία της Ιέρας Μονής του Σίνα (Kurzgefasste Geschichte des Heiligen Klosters von Sinai). Hetaireia Makedonikōn Spudōn, Thessalonikē 1953 (Hellēnika: Parartēma; 3).
- Σχέσεις Ελλήνων και Τούρκων από του ενδεκάτου αιώνος μέχρι του 1821: Οι πόλεμοι τον Τούρκων προς κατάληψιν των ελληνικών χώρων; 1071–1571 (Beziehungen zwischen Griechen und Türken vom 11. Jahrhundert bis 1821: von den Türkenkriegen bis zur Besetzung griechischen Territoriums; 1071–1571). Athen 1955.
- Σύντομος Ιστορία της Κύπρου (Kurze Geschichte Zyperns). Athen 1956 (Syllogos pros diadosin ōphelimōn bibliōn / 2,1).
- Einige sprachwissenschaftliche Veröffentlichungen wurden nach seinem Tod in dem Kollektivband Γλωσσικά Μελετήματα (Linguistische Beiträge) (Athen 1964) zusammengefasst, welchen sein Schüler Nikolaos B. Tōmadakēs herausgab.
- Τα γράμματα εις την Χίον κατά την Τουρκοκρατία, 1566–1822: σχολεία και λόγιοι (Die Wissenschaften in Chios während der osmanischen Herrschaft 1566–1822: Schulen und Gelehrte). Karabias, Athen 1976.

### Aufsätze
- Η άλωσις της Χίου υπό των Τούρκων (Die Eroberung von Chios durch die Türken). In: Χιακά Χρονικά. Band 4 (1919), S. 52–78.
- Μακεδονικά σημειώματα (Makedonische Notizen). In: Νέα Εστία. Έκτακτον Τεύχος 12 (Χριστούγεννα 1932).

## Ehrungen
Am 15. Oktober 2004 wurde auf dem Hauptplatz der Ortschaft Zyphias (Ζυφιάς) auf Chios, woher Konstantinos Amantos stammte, seine Büste aufgestellt, ein Werk des chiotischen Bildhauers Mairēs Papakōnstantinos.

## Abbildungen
Fotos von Amantos befinden sich in Tōmadakēs (1961).